# Malemort-du-Comtat
Malemort-du-Comtat – miejscowość i gmina we Francji, w regionie Prowansja-Alpy-Lazurowe Wybrzeże, w departamencie Vaucluse.
Według danych na rok 1990 gminę zamieszkiwało 985 osób, a gęstość zaludnienia wynosiła 83 osoby/km² (wśród 963 gmin regionu Prowansja-Alpy-W. Lazurowe Malemort-du-Comtat plasuje się na 384. miejscu pod względem liczby ludności, natomiast pod względem powierzchni na miejscu 649.).